# Saison 2016 de l'équipe cycliste Metec-TKH-Mantel
La saison 2016 de l'équipe cycliste Metec-TKH-Mantel est la neuvième de cette équipe.

## Préparation de la saison 2016

### Arrivées et départs
| Arrivées          | Équipe 2015            |
| ----------------- | ---------------------- |
| Jim Lindenburg    | WV De Jonge Renner     |
| Luuk Lohuis       | RTV Oldenzaalse        |
| Robbie van Bakel  | WV Schijndel           |
| Jordy van Loon    | Willebrord Wil Vooruit |
| Maarten van Trijp | Rabobank Development   |

| Départs        | Équipe 2016                    |
| -------------- | ------------------------------ |
| Rick Goeree    | NWV Groningen                  |
| Wouter Leten   | T.Palm-Pôle Continental Wallon |
| Remco te Brake | Parkhotel Valkenburg           |
| Milan Veltman  | Parkhotel Valkenburg           |
| Jelle Wolsink  | Jo Piels                       |

## Coureurs et encadrement technique

### Effectif
| Cycliste           | Date de naissance | Nationalité | Équipe 2015            |  |
| ------------------ | ----------------- | ----------- | ---------------------- |  |
| Johim Ariesen      | 16 mars 1988      | Pays-Bas    | Metec-TKH Continental  |  |
| Tijmen Eising      | 27 mars 1991      | Pays-Bas    | Metec-TKH Continental  |  |
| Jarno Gmelich      | 21 juin 1989      | Pays-Bas    | Metec-TKH Continental  |  |
| Niels Goeree       | 16 janvier 1995   | Pays-Bas    | Metec-TKH Continental  |  |
| Jasper Hamelink    | 12 janvier 1990   | Pays-Bas    | Metec-TKH Continental  |  |
| Dries Hollanders   | 31 juillet 1986   | Belgique    | Metec-TKH Continental  |  |
| Sjoerd Kouwenhoven | 3 novembre 1990   | Pays-Bas    | Metec-TKH Continental  |  |
| Stefan Kreder      | 24 août 1996      | Pays-Bas    | Metec-TKH Continental  |  |
| Stef Krul          | 15 juillet 1995   | Pays-Bas    | Metec-TKH Continental  |  |
| Jim Lindenburg     | 11 décembre 1996  | Pays-Bas    | WV De Jonge Renner     |  |
| Luuk Lohuis        | 19 juin 1997      | Pays-Bas    | RTV Oldenzaalse        |  |
| Oscar Riesebeek    | 23 décembre 1992  | Pays-Bas    | Metec-TKH Continental  |  |
| Robbie van Bakel   | 22 août 1994      | Pays-Bas    | WV Schijndel           |  |
| Arno van der Zwet  | 7 mai 1986        | Pays-Bas    | Metec-TKH Continental  |  |
| Jordy van Loon     | 21 avril 1996     | Pays-Bas    | Willebrord Wil Vooruit |  |
| Maarten van Trijp  | 6 octobre 1993    | Pays-Bas    | Rabobank Development   |  |

## Bilan de la saison

### Victoires
| Date       | Course                                                           | Pays     | Classe | Vainqueur         |
| ---------- | ---------------------------------------------------------------- | -------- | ------ | ----------------- |
| 18/03/2016 | 3e étape du Tour de l'Alentejo                                   | Portugal | 2.2    | Johim Ariesen     |
| 19/03/2016 | 4e étape du Tour de l'Alentejo                                   | Portugal | 2.2    | Jarno Gmelich     |
| 23/04/2016 | Arno Wallaard Memorial                                           | Pays-Bas | 1.2    | Maarten van Trijp |
| 30/04/2016 | Grand Prix Viborg                                                | Danemark | 1.2    | Johim Ariesen     |
| 01/05/2016 | Skive-Løbet                                                      | Danemark | 1.2    | Johim Ariesen     |
| 18/05/2016 | 1re étape du Bałtyk-Karkonosze Tour                              | Pologne  | 2.2    | Johim Ariesen     |
| 21/05/2016 | 4e étape du Bałtyk-Karkonosze Tour                               | Pologne  | 2.2    | Johim Ariesen     |
| 30/06/2016 | 2e étape de la Course de Solidarność et des champions olympiques | Pologne  | 2.2    | Jasper Hamelink   |